# 圣贝内代托-乌拉诺
圣贝内代托-乌拉诺（義大利語：San Benedetto Ullano），是意大利科森扎省的一个市镇。总面积19平方公里，人口1635人，人口密度86.1人/平方公里（2009年）。ISTAT代码为078112。